# Moulin Smolenski à Subotica
Le moulin Smolenski à Subotica (en serbe cyrillique : Млин Смоленски у Суботици ; en serbe latin : Mlin Smolenski u Subotici) est situé à Subotica, dans la province de Voïvodine et dans le district de Bačka septentrionale, en Serbie. Il est inscrit sur la liste des monuments culturels protégés de la république de Serbie (identifiant no SK 1829).
Le moulin a joué un rôle important au moment du développement économique de Subotica puis un rôle tragique lors de la Seconde Guerre mondiale en servant de camp de concentration pour les Juifs de la région.

## Historique
Le bâtiment, constitué de trois étages, a d'abord été conçu sur les plans d'un architecte de Budapest pour un certain László Fürszt. Les archives de la ville ne conservent pas le nom des premiers propriétaires ; les premiers à être mentionnés sont Gábor Szmolenszky et Mihály Muity en 1906. Le moulin a ensuite été racheté par un certain Henrik Bíró de Budapest en 1909. Jusqu'en 1941, le moulin a continué à fonctionner, devenant le plus important de la ville et employant jusqu'à 70 travailleurs ; au moment de la guerre, le moulin était surnommé « Viktória ».
Selon le souvenir des anciens de Subotica, à la fin de la Seconde Guerre mondiale, les fascistes ont rassemblé dans ce lieu des familles juives venues de Srbobran, Kula, Vrbas, Crvenka et Bačka Topola ; elles y étaient maintenues sans pain, sans eau et dans des conditions inhumaines avant d'être envoyées à Bácsalmás et, au-delà, dans des camps d'extermination en Pologne et en Allemagne.
Après la guerre, les communistes ont continué à y garder des prisonniers.

## Architecture
Le moulin est un des rares exemples de bâtiment à trois étages à Subotica au début du XXe siècle. La façade compte peu d'éléments décoratifs et l'ensemble marque une étape vers le mouvement moderne.
La façade est constituée de briques et de mortier, ce qui rappelle malgré tout beaucoup de constructions de la ville. Verticalement, elle est rythmée par des pilastres en briques jaunes et, horizontalement, par un soubassement et une corniche réalisés dans le même matériau.